# Esteban Tuero
Esteban Tuero, född 22 april 1978 i Buenos Aires, är en argentinsk racerförare. 
Tuero tävlade i formel 1 för Minardi säsongen 1998.
Tuero avslutade sin Formel 1 karriär efter säsongen 1998 trots att Minardi erbjöd honom ytterligare en säsong, anledningen var en tidigare skada på nacken.

## F1-karriär
| Säsong | Stall/Tillverkare | Poäng | Placering |
| ------ | ----------------- | ----- | --------- |
| 1998   | Minardi-Ford      | 0     | –         |